# Partido judicial de Haro
El Partido judicial de Haro es uno de los 3 partidos judiciales en los que se divide la Comunidad Autónoma de La Rioja, siendo el partido judicial n.º 1 de la provincia de La Rioja.
Comprende las localidades de Ábalos, Anguciana, Bañares, Baños de Rioja, Briñas, Briones, Casalarreina, Castañares de Rioja, Cellorigo, Cidamón, Cihuri, Cirueña, Corporales, Cuzcurrita de Río Tirón, Ezcaray, Foncea, Fonzaleche, Galbárruli, Gimileo, Grañón, Haro, Herramélluri, Hervías, Leiva, Manzanares de Rioja, Ochánduri, Ojacastro, Ollauri, Pazuengos, Rodezno, Sajazarra, San Asensio, San Millán de Yécora, San Torcuato, San Vicente de la Sonsierra, Santo Domingo de la Calzada, Santurde de Rioja, Santurdejo, Tirgo, Tormantos, Treviana, Valgañón, Villalba de Rioja, Villalobar de Rioja, Villar de Torre, Villarejo, Villarta-Quintana, Zarratón y Zorraquín.
La cabeza de partido y por tanto sede de las instituciones judiciales es Haro. Cuenta con un Juzgado único de Primera Instancia e Instrucción.